# Limnephilus tulatus
Limnephilus tulatus är en nattsländeart som beskrevs av Donald G. Denning 1962. Limnephilus tulatus ingår i släktet Limnephilus och familjen husmasknattsländor. Inga underarter finns listade i Catalogue of Life.